# Montorso Vicentino
Montorso Vicentino là một đô thị tại tỉnh Vicenza ở vùng Veneto, Ý.
Đô thị này có diện tích 9,25 km2, dân số là 3123 người (thời điểm 14 tháng 1 năm 2008)